# Quidam (шоу Cirque du Soleil)
Quidam — девятое шоу, спродюсированное Цирком Дю Солей. Премьера состоялась в апреле 1996 года, и на данный момент уже просмотрено более чем миллионом зрителей по всему миру. Quidam возникло как шапито-шоу с его создания в Монреале, но было преобразовано в формат арены, начиная с тура 2010 в Северной Америке. Последнее представление состоялось 26 февраля 2016 года в Кристчерч, после чего шоу было официально закрыто.
Шоу рассказывает о грустной молодой девушке Зои, от которой отдалились родители. Она придумывает себе загадочный мир Quidam. Это то место, где можно закрыться от монотонности и серости окружающего мира.
Quidam получило своё название в честь главной особенности одного из героев — так называемого человека без головы, носящего с собой зонтик и котелок. В литературе Цирка дю Солей так говорится об этом шоу: «Некто: безымянный прохожий, одинокая фигура, задержавшаяся на углу, человек, пронесшийся мимо… Тот, кто кричит, поет и мечтает внутри каждого из нас»
Одно из последних шоу Цирка дю Солей, которое поставил Франко Драгон. В этом шоу, при создании образов он опирался на внутренние характеры исполнителей, с которыми создавалось шоу.

## Техническая информация
Минималистичная сцена была разработана Мишелем Кретом, представляющая монолитные структуры: аэропорт или железнодорожную станцию, куда все время приходят люди. Важнейшим элементом сцены является канатная дорога, находящаяся на высоте около 36 метров и состоящая из пяти алюминиевых арок. Она позволяет исполнителям перемещаться по сцене и вне неё сверху. Каждый рельс канатной дорожки имеет две тележки: одна для подъёма и опускания артиста или оборудования, а другая транспортировки. Что же касается самой сцены, то она выполнена из алюминиевых досок с перфорированными матами типа каучук. Перфорации, которых около 200.000, позволяют свету проходить сквозь сцену снизу для создания ярких визуальных эффектов.
Пеи создании покрытия сцены был использован искусственный каучук, но впоследствии выяснилось, что он слишком жёсткий и ведёт к травмам коленных суставов. В короткие сроки, покрытие было заменено.

## Персонажи
Состав Quidam насчитывает примерно 50 акробатов, музыкантов, певцов и персонажей, некоторые из которых приведены ниже:
- Зои: главная героиня шоу. Несмотря на то, что она среднестатический ребёнок, её душа тянется к новым впечатлениям.
- Отец: полностью, хотя и не осознает это, погрузился в себя. Признаком его хоть какой-то личности являются… белые туфли.
- Мама: передает зажатость и отчуждение. Скрывает страх, разочарование и желание.
- Некто: главный персонаж шоу. Он тот, кто одновременно является анонимом, каждым и никем. Возможно, он родился в воображении Зои, а может, вышел из сюрреалистической живописи.
- Джон: проводник в мир Quidam.
- Тагет: живое человеческое «яблочко», которое со всех сторон подвергается атакам, но при этом всегда улыбается
- Chiennes Blanches: тихий хор, состоящий из безымянных и безликих. Они ведут сами и бывают ведомыми, а также сопровождают главных героев, когда те выходят.
- Бум-бум: любит кричать на зрителей и с гордостью уходить, но почему-то обижается, если зрители от криков уходят.
- Кролик: второстепенный персонаж, который преследуется остальными.
- Авиатор: у него скелетные крылья, и он просто не готов к тому, чтобы, наконец, взлететь.

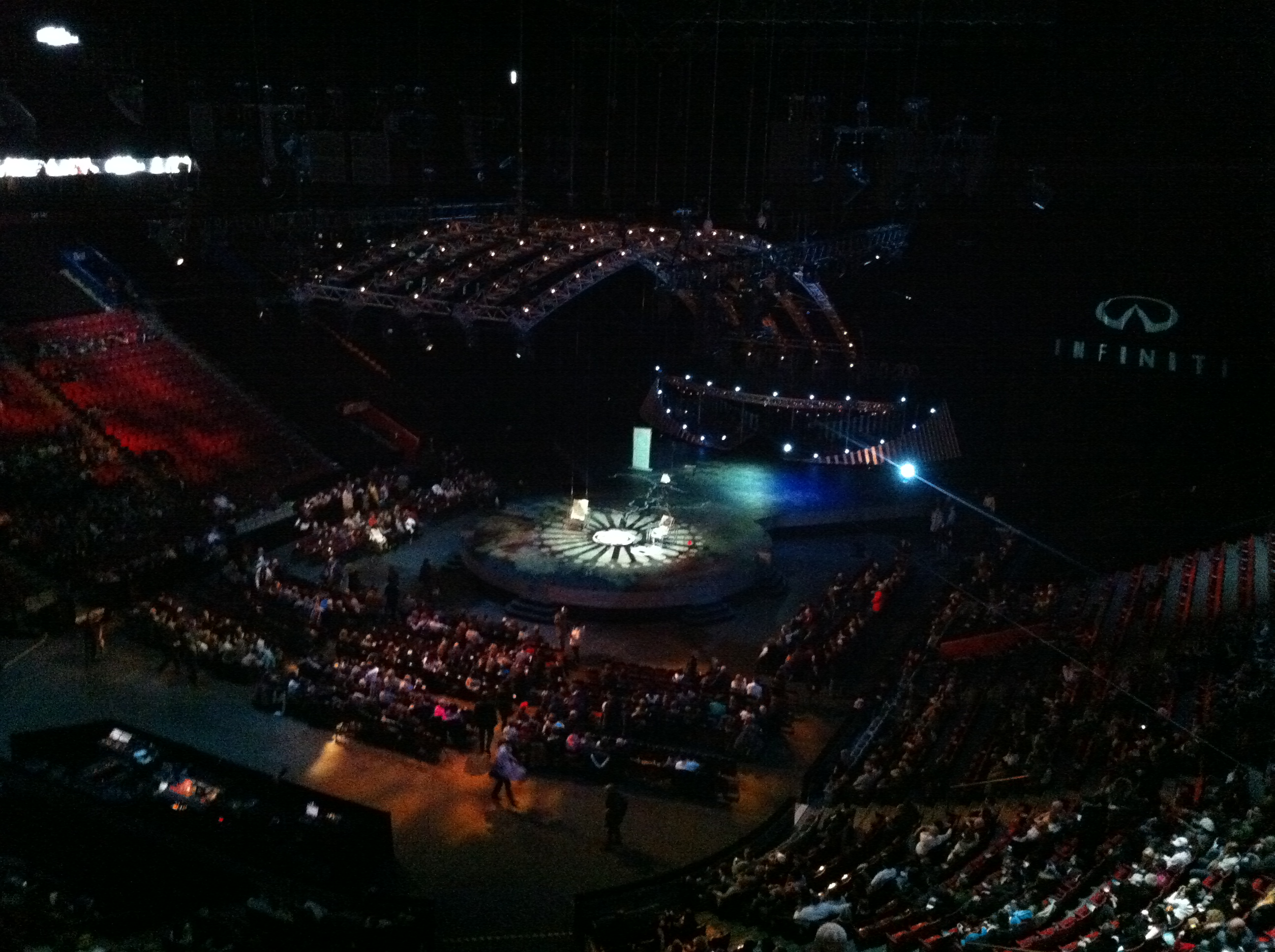
Quidam au Centre Bell

## Номера
Это шоу сочетает в себе как новаторские акробатические номера, так и традиционные цирковые выступления.
- Ренское колесо: акробат выполняет различные трюки в особом колесе
- Диаболо: артисты манипулируют Диаболо, похожими на йо-йо, привязанными между двумя палками
- Воздушные полотна: сила, мощь и изящность сочетаются тогда, когда молодая девушка сливается в одно с красным полотном
- Скакалки: множество артистов, вдохновляясь акробатикой и задорными танцами, показывают трюки со скакалкой
- Воздушное кольцо: несколько исполнителей показывают свои умения на обручах, прикрепленных к потолку
- Ручной эквилибр: исполнитель, поражая силой и умением балансировать, показывают различные позы, которые невозможно повторить без умений
- Испанская паутинка: полет над сценой на высоте. Артисты порой выполняют групповое падение, когда спасти их в силах лишь веревки, обвязанные вокруг талии или лодыжек.
- Статуя: никакой потери контакта с партнером. Два сильных, красивых, гибких исполнителя двигаются едва заметно, показывая такие позиции, чего нереально достичь без идеального чувства баланса
- Облачная качель: уникальное сочетание трапеции и испанской паутинки

### Меняющиеся номера
- Жонглирование
- Ренское колесо: акробат выполняет трюки в большом металлическом колесе
- Клоуны

### Старые, наиболее повторяющиеся номера
- Манипуляция
- Воздушные ремни: два артиста на ремнях выполняют фигуры, иногда в воздухе, иногда на арене

## Костюмы
Художник по костюмам, Доминик Лемье, черпала вдохновение из сюрреализма, в частности произведений Рене Магритта и Поля Дельво. Она постаралась передать при помощи костюмов отчуждение и городской ландшафт, используя окрашивания текстур и тканей. Доминирующий цвет — серый, к нему примешиваются теплые оттенки, много металлических украшений. Quidam стал первым шоу цирка, где используется повседневная одежда. Ткань берется, в основном, тянущаяся, но так же используются кожа, лён, шерстяная, бархат и 42 типа хлопка
В шоу около 250 костюмов, 500 аксессуаров и ~ 300 пар обуви (у каждого артиста от 2 до 7 костюмов).

## Музыка
Музыка в Quidam была написана канадским композитором Бенуа Журесом, и выпущена в трех изданиях альбома с включением дополнительных треков и высоким качеством звука. Первый диск был выпущен 14 января 1997 года. Основными голосами были Одри Бриссон-Журес и Матье Лавуа, исключая две бонусных песни Ричарда Прайса на релизе 2001 года.
Ниже приведен список треков, записанных на оригинальном издании альбома
- Atmadja
- Incantation
- Marelle
- Rivage
- Zydeko
- Innocence
- Carrousel
- Steel Dream
- Seisouso
- Quidam
- Misère
- Enfants d’Acier

Песню Let me Fall, которая идет во время выступления на полотнах, также исполняет известный певец Джош Гробан.